# Броло (Фиренца)
Броло је насеље у Италији у округу Фиренца, региону Тоскана.
Према процени из 2011. у насељу је живело 79 становника. Насеље се налази на надморској висини од 282 м.